# Angelos Vlachopoulos
Angelos Vlachopoulos (in greco Άγγελος Βλαχόπουλος?; Salonicco, 28 settembre 1991) è un pallanuotista greco, attaccante del Radnicki.

## Carriera
Cresciuto nel Vouliagmeni, si trasferisce all'Olympiakos nel 2013, con cui vince tre campionati e altrettante coppe di Grecia. Nel 2016 si trasferisce al Posillipo. Nel 2015, nel 2022 e nel 2023 è finalista in Eurolega.
Con la calottina della propria nazionale vanta una medaglia d'argento olimpica e due bronzi mondiali.

## Palmarès

### Club

#### Trofei nazionali
- Campionato greco: 4

Vouliagmeni: 2011-12
Olympiakos: 2013-14, 2014-15, 2015-16
- Coppa di Grecia: 4

Vouliagmeni: 2012
Olympiakos: 2014, 2015, 2016
- Campionato italiano: 1

AN Brescia: 2020-21
- Campionato serbo: 3

Novi Beograd: 2021-22, 2022-23, 2023-24
- Coppa di Serbia: 2

Novi Beograd: 2023-24, 2024-25

#### Trofei internazionali
- Lega Adriatica: 2

Novi Beograd: 2021-22, 2023-24

### Nazionale
- Olimpiadi

Tokyo 2020: 
- Mondiali

Kazan' 2015: 
Budapest 2022: